# Agrarinformationsmanagement-Standards
Agrarinformationsmanagement-Standards, abgekürzt AIMS, ist eine von der Ernährungs- und Landwirtschaftsorganisation (FAO) der Vereinten Nationen ausgegangene Initiative mit dem gemeinschaftliches Bestreben, die Kohärenz zwischen Agrarinformationssystemen durch gemeinsame Standards und Mittel zwischen den verschiedenen landwirtschaftlichen Partnerorganisationen zu verbessern.

## Ziele
Sie hat das Ziel, die Kohärenz zwischen Agrarinformationssystemen zu verbessern. Das unmittelbare Ziel dieses Projektes ist es, ein Clearinghaus für Informationsmanagement-Standards zu schaffen, das helfen soll, vorhandene oder neue Agrarinformationssysteme kompatibel zu machen, sowie die Aufnahme gemeinsamer Methodiken, Standards und Anwendungen zu fördern. Die AIMS-Website stellt Listen mit Mitteln zur Verfügung, die die Interoperabilität zwischen vorhandenen Agrar-Datenserien erleichtern, sowie Methoden für neue Systeme schaffen sollen, die einheitliche und allgemein akzeptierte Standards zur Beschreibung von Informationen im Bereich der Agrarwirtschaft und ähnlicher Gebiete verwenden.

## Standards und Mittel

### Metadaten Standards
Eine Metadaten-Serie besteht aus Elementen, bei denen sich jedes Element auf einen Kennsatz bezieht, der eine spezifische Informationsquelle beschreibt. Eine Ressource wird hier als „irgendetwas, das eine Identität hat“ definiert. Im Zusammenhang mit dokumentenähnlichen Informationsobjekten (DLIOs) könnte eine Informationsquelle z. B. ein Dokument, eine Monografie, eine Website, ein Projektbericht oder ähnliches sein. AgMES (Landwirtschaftliche Metadaten Element-Serie) ist eine Initiative, die das Ziel hat, Fragen über semantische Standards auf dem Gebiet der Landwirtschaft hinsichtlich der Beschreibung, Entdeckung von Quellen, Interoperabilität und des Austauschs von Metadaten für verschiedene Informationsressourcen aufzugreifen.

### Wissensorganisationssysteme
Auf dem Gebiet der Landwirtschaft werden mehrere verschiedene Wissensorganisationssysteme (Knowledge Organization Systems (KOS)) benutzt. Obwohl es eine Vielzahl von Wissens-Organisationssystemen gibt, ist es doch notwendig, den Zusammenhang und die Bedeutung von Fachausdrücken formell zu strukturieren. Eine Ontologie geht bei den vorhandenen Wissens-Organisationssystemen wie AGROVOC einen Schritt weiter, indem sie die Fachausdrücke formeller strukturiert und spezifischere Beziehungen zwischen den Konzepten schafft, als diejenigen, die zurzeit in Thesauren zur Verfügung stehen. Der Landwirtschaftliche Concept Server ist der erste Schritt zu einem „Ontologie-Service“. Ontologie ist ein neuer Begriff, der aus den verschiedenen semantischen Web-Initiativen hervorgeht, der grob gesprochen als ein semantisches System definiert werden kann, das Fachausdrücke, Definition dieser Fachausdrücke und die Spezifikation von Beziehungen zwischen jenen Fachausdrücken enthält. Solch ein semantisches System kann als „Ontologie-Service“ bezeichnet werden.

### Instrumente
- Instrumente zur Katalogisierung von Metadaten: Zusammenfassung von bekannten Metadaten-Instrumenten, die zur Erstellung von Metadaten für verschiedene Arten von Ressourcen verwendet werden. Sie beinhaltet Werkzeuge zur Eingabe und Bearbeitung von Metadaten sowie Hilfsmittel zum Verarbeiten, Extrahieren, Bewerten und Visualisieren von Metadaten. Einige dieser Mittel ermöglichen es, Metadaten in verschiedenen Formaten, wie z. B. XML, RDF, XHTML, ISO2709 etc. wiederzugeben. Einige Instrumente basieren auf etablierten Metadaten-Standards, während andere Metadaten erstellen, die spezifisch auf lokalen Anwendungsprofilen beruhen.
- Ontologie-Instrumente: Für die Arbeit an einem Ontologie-Projekt ist einer der Schritte, ein geeignetes Ontologie-Entwicklungs- und Unterstützungsinstrument zu finden. Es gibt zurzeit eine Anzahl von Ontologie-Editoren, die beim Prozess der Ontologie-Entwicklung helfen können. Einige Instrumente können dazu beitragen, Fachgebietswissen zu erwerben, zu organisieren, editieren, visualisieren und zu erhalten sowie beim Aufbau einer Ontologie behilflich zu sein. Ontologien sind in verschiedenen Formaten verfügbar: XML/RDF, OWL-Full, OWL-Lite etc. Die meisten Instrumente bieten die Möglichkeit, Ontologien in verschiedenen Formaten zu importieren und exportieren.
- Thesaurus-Instrumente: Eine Anzahl von kommerziellen Thesaurus Management-Instrumenten ist zurzeit auf dem Markt erhältlich.

### Veröffentlichungen
Neueste Veröffentlichungen zum Thema „Landwirtschaftliches Informationsmanagement“, unter Verwendung von Metadaten–Standards, Ontologien, Klassifikationsschemen etc., können von der Website heruntergeladen werden.

### Diskussionslisten
- AgStandards: Ein Forum, das gegründet wurde, um Metadaten-Standards und die Entwicklung von mehrsprachigen Thesauri und Ontologien zu diskutieren.
- AGRIS Applikationsprofil: Dieser Arbeitsraum ist für Mitglieder der AGRIS-Gemeinschaft, die ihre Daten zur zentralen Datenbank im XML-Format, unter Verwendung der im AGRIS AP Dokument gegebenen Richtlinien, exportieren möchten.
- AGROVOC: AGROVOC ist ein mehrsprachiges, strukturiertes und kontrolliertes Vokabular für folgende Fachgebiete: Landwirtschaft, Forstwirtschaft, Fischerei, Ernährung sowie verwandte Bereiche (z. B. Umwelt).
- Webagris: AGRIS Zentren werden ermutigt, ihre Datenerfassungseinrichtungen vom vorherigen ISIS-DOS-System zum neuen WebAGRIS-System zu aktualisieren. WebAGRIS bietet größere Funktionalität und bessere Benutzerfreundlichkeit. Das System verwendet WWW-ISIS–Software, um ISIS-Datenbanken im Web zu veröffentlichen.